# Onze-Lieve-Vrouw van Mouthier-le-Vieillard

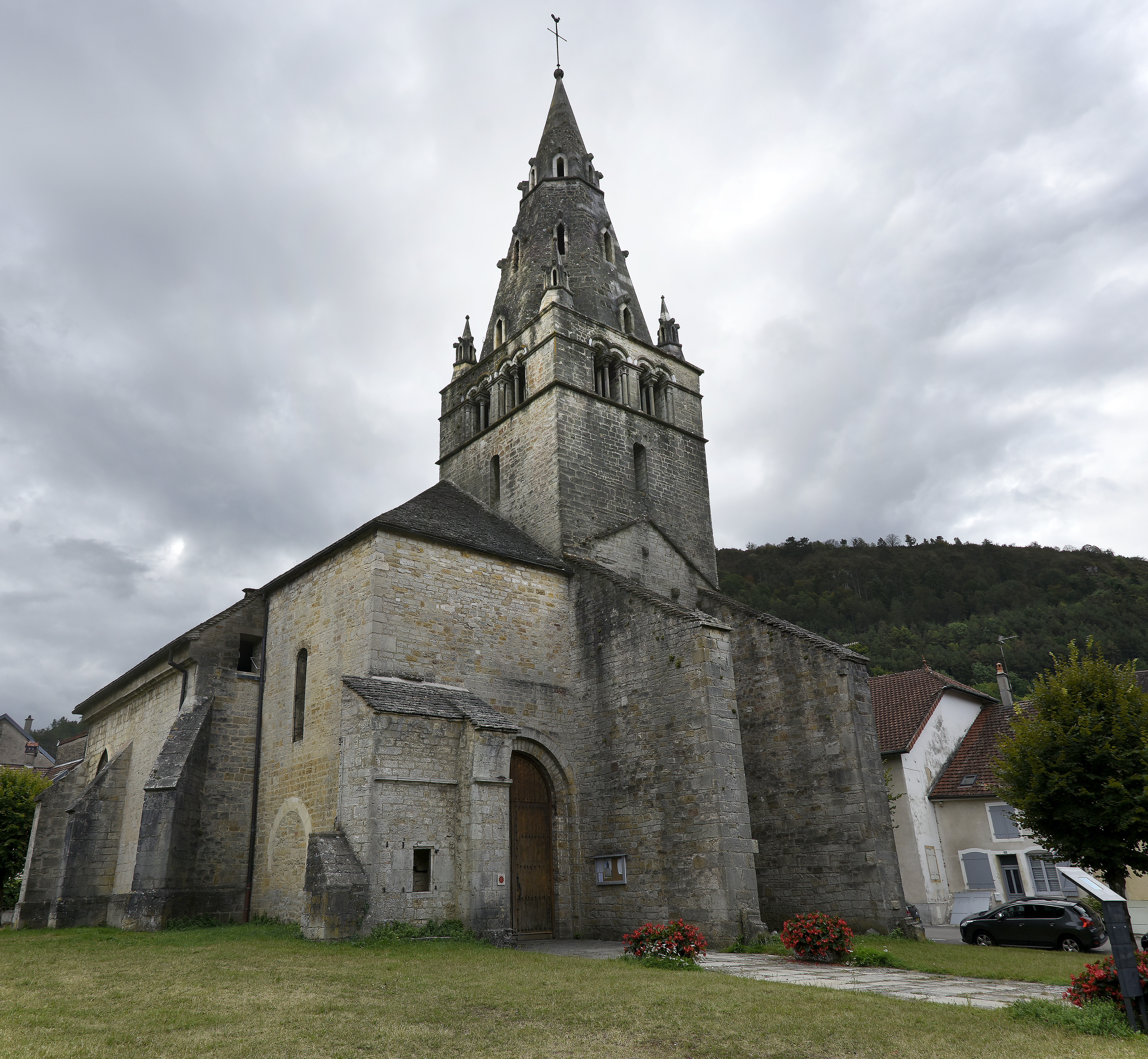
Onze-Lieve-Vrouw van Mouthier-le-Vieillard

De Onze-Lieve-Vrouw van Mouthier-le-Vieillard is een kerk in de Franse stad Poligny. Als oudste monument van de stad werd deze kerk in 1911 geklasseerd als monument historique.

## Bouwgeschiedenis
Deze kerk werd buiten de muren gebouwd waardoor ze in de loop der tijden zwaar beschadigd geraakte tijdens conflicten en weer moest heropgebouwd. De constructie van deze romaanse, 80 m lange kerk startte in de 11e eeuw en bestond uit drie beuken. Ze verrees op de plek waar al in de 9e eeuw een gebedshuis stond. De achthoekige toren uit 1228 is een van de oudst bewaarde delen. Het was de parochiekerk van een groot gebied tot de Collegiale Sint-Hippolytus de rol overnam en haar verval begon. De toren wordt nu omringd door drie kapellen met een verschillende bouwstijl. Het dak heeft zijn bedekking met flagstones bewaard.

## Kerkschatten
Bij de ingang, in de eerste kapel in romaanse stijl, bevindt zich de tombe van Antoine de Montmarin, vrouw van Jean de Poupet, ridder van de kamer van Keizer Karel V. Verder is er een driedelig albasten renaissancistisch retabel te zien uit 1534, met de geboorte van Christus als onderwerp. Een 15e-eeuws beeld van Sint-Antonius en een kruisweg uit de 14e eeuw maken deel uit van de kerkschatten. Een aantal kunstobjecten uit de kerk werden in 1920 verkocht aan het Metropolitan Museum of Art zoals dat ook met de andere kerk in Poligny gebeurde.
De kerk en het plein werden gerestaureerd na jarenlange verwaarlozing. De kerk kan enkel in juli en augustus worden bezocht, onder leiding van een gids.